# Biston giganteus
Biston giganteus là một loài bướm đêm trong họ Geometridae.